# Енрікильо (касік)
Енрікильо (д/н — 1535) — молодший касік вождества Баоруко на о. Гаїті. Очільник повстання проти іспанських колонізаторів.

## Життєпис
Син Максікатекса, молодшого касіка Баоруко з великого вождества Ярагуа. Той брав участь у війні Анакаони проти іспанців, під час якої загинув 1503 року. При народженні отримав ім'я Гуарокуйя. Його врятував Бартоломе де лас Касас, який відвіз хлопця до францисканського монастира. Тут Гуарокуйя прийняв християнство під ім'ям Енрікильо. Ченці навчили його читати і писати іспанською. Подорослішавши, він одружився з Менсією (Люсією), донькою іспанця Ернандо де Гевари і Хігемоти, доньки Анакаони.
Отримав назадродинне володіння Баоруко. Разом зі своїми підданими був відданий в підпорядкування Франческо де Валенсуела. Після смерті останнього Енрікильо перейшов у під оруду його сина Андреса де Валенсуели. Той спробував відібрати у Енрікильо його дружину. Енрікильо висловив свої образи господареві, який наказав його побити палицями. Тоді касік звернувся зі скаргою до віце-губернатора Педро де Вадільо, але той підтримав Андреса де Валенсуелу. Подальши спроби судитися не дали результату.
Зрештою у 1518 році втік у гори, дезібрав потужний загін. Тут став вести партизанську боротьбу проти іспанських загарбників. Енрікильо розмістив найхоробріших касіків в стратегічних пунктах гірського району Баоруко. Жінки, діти і люди похилого віку були переселені у віддалені місця. Він розділив своїх людей на групи, які сховалися в горах, спостерігаючи за рівниною, звідки повинні були наступати іспанські загони. Сам Енрікильо тримав в секреті своє місцеперебування, побоюючись зради.
Всі спроби іспанської влади розгромити повстанців заколотників або взяти їх хитрістю були безрезультатні. Іспанці неодноразово наступали на Баоруко, але зазнавали поразок. Індіанці почали тікати від своїх іспанських господарів і поповнювати ряди повсталих. Тим часом перемоги Енрікильо надихнули індіанців карибського племені сігуае на півночі Гаїті підняти повстання. Але повсталих швидко було переможено. Невдовзі повстання підняв касік Тамайо, який здійснював рейди по всьому острову в пошуках зброї і одягу. Тамайо зі своїм загоном приєднався з Енрікильо. Загальни втратив іспанської корони віддій Енкікильо склали 40 тис. золотих песо.
Зрештою, за наказом королівського уряду в Іспанії місцевий губернатор був змушений укласти з Ерікильо мирну угоду за посередництва Бартоломе де лас Касаса. Енрікильо отримав визнання себе касіком й свободу, 4 тисяч таїно — гарантію недоторканності і власність в районі Бойя, де зайнялися сільським господарством. Втім у вересні 1535 року Ерікильо помер.

## Пам'ять
На його честь названо озеро в Домініканській республіці